# Chibchanomys
Chibchanomys — это род специализированных рыбоядных хомяков из трибы Ichthyomyini подсемейства Sigmodontinae, обитающий в северной части Южной Америки. Латинское название рода происходит от имени древней цивилизации Чибча, известной из той же части Анд, где обитает колумбийский рыбоядный хомячок. В род включают два вида.

## Таксономия
В 1897 году колумбийский рыбоядный хомячок был описан Томасом как вид рода Ichthyomys, Ichthyomys trichotis. Впоследствии его то относили к Rheomys, то объединяли с эквадорским рыбоядным хомячком в роде  Anotomys (эта точка зрения нашла отражение в работе В. Е. Соколова, где эти два вида объединены, а Anotomys называется "рыбоядные хомячки"). И наконец в 1988 году Роберт Восс, зоолог специализировавшийся на изучении этого хомяка, показав его особенности  и филогенетические отношения, пришёл к выводу о целесообразности выделения колумбийского рыбоядного хомячка в отдельный род Chibchanomys. Этот род род оставался монотипическим до описания Дженкинс и Барнеттом в 1997 году второго вида из Эквадора.

## Описание
Как и другие рыбоядные хомяки, эти животные приспособлены к водной жизни. Длина их тела достигает  11—13 сантиметров, хвост примерно равен длине тела. Их мех сверху черно-серый, низ светлее.
Они обитают на севере Южной Америки в Колумбии, Венесуэле, Эквадоре и Перу. Несколько животных были найдены на берегу реки густо заросшей лесом горы на высоте около 2500 метров. Они ищут пищу в воде и питаются водными насекомыми, крабами и другими водными животными.
Известны два вида:
- Колумбийский рыбоядный хомячок (Chibchanomys trichotis)[3] — распространён в Венесуэле, Колумбии и Перу. Олдфилдом Томасом при описании этот вид был включен в Ichthyomys.
- Chibchanomys orcesi — был открыт и описан только в 1997 году, встречается на юге Эквадора.

Возможно, будут описаны другие новые виды этого рода. В 1997 году Андерсон сообщил об одном экземпляре неопределенного вида из рода Chibchanomys из северо-западной Боливии (Ла-Пас).